# Barney McKenna
 (avril 2012).
Si vous disposez d'ouvrages ou d'articles de référence ou si vous connaissez des sites web de qualité traitant du thème abordé ici, merci de compléter l'article en donnant les références utiles à sa vérifiabilité et en les liant à la section « Notes et références ».
 (avril 2012).
Bernard (Barney) McKenna, né le 16 décembre 1939 à Donnycarney (faubourg de Dublin) et décédé le 5 avril 2012 à Howth dans le comté de Dublin, est un chanteur, mandoliniste et banjoïste irlandais, membre fondateur du groupe irlandais The Dubliners. Il est connu pour avoir introduit le banjo ténor dans la musique folk irlandaise.

## Biographie
Bernard joue et chante en solo lors de ses concerts et connaît le succès auprès de son public. Son humour est très apprécié. Son phrasé est particulier : les Irlandais l'appellent Barneyism[réf. nécessaire]. Lors de ses concerts, il introduit régulièrement ses morceaux par un récit, parfois personnel.
En 1962, Paddy O'Donoghue accepte que Ronnie Drew et quelques compères, dont Bernard McKenna, jouent des airs instrumentaux dans son bar O'Donoghue's à Dublin. À partir de cette expérience, un groupe se forme : The Ronny Drew Group, qui devient The Dubliners.
En 2012, le groupe fête son cinquantenaire par une série de concerts.
De santé fragile, Bernard McKenna continue la scène jusqu'à sa mort. Diabétique, il était pratiquement aveugle à la fin de sa vie[réf. nécessaire].